# Obduktion

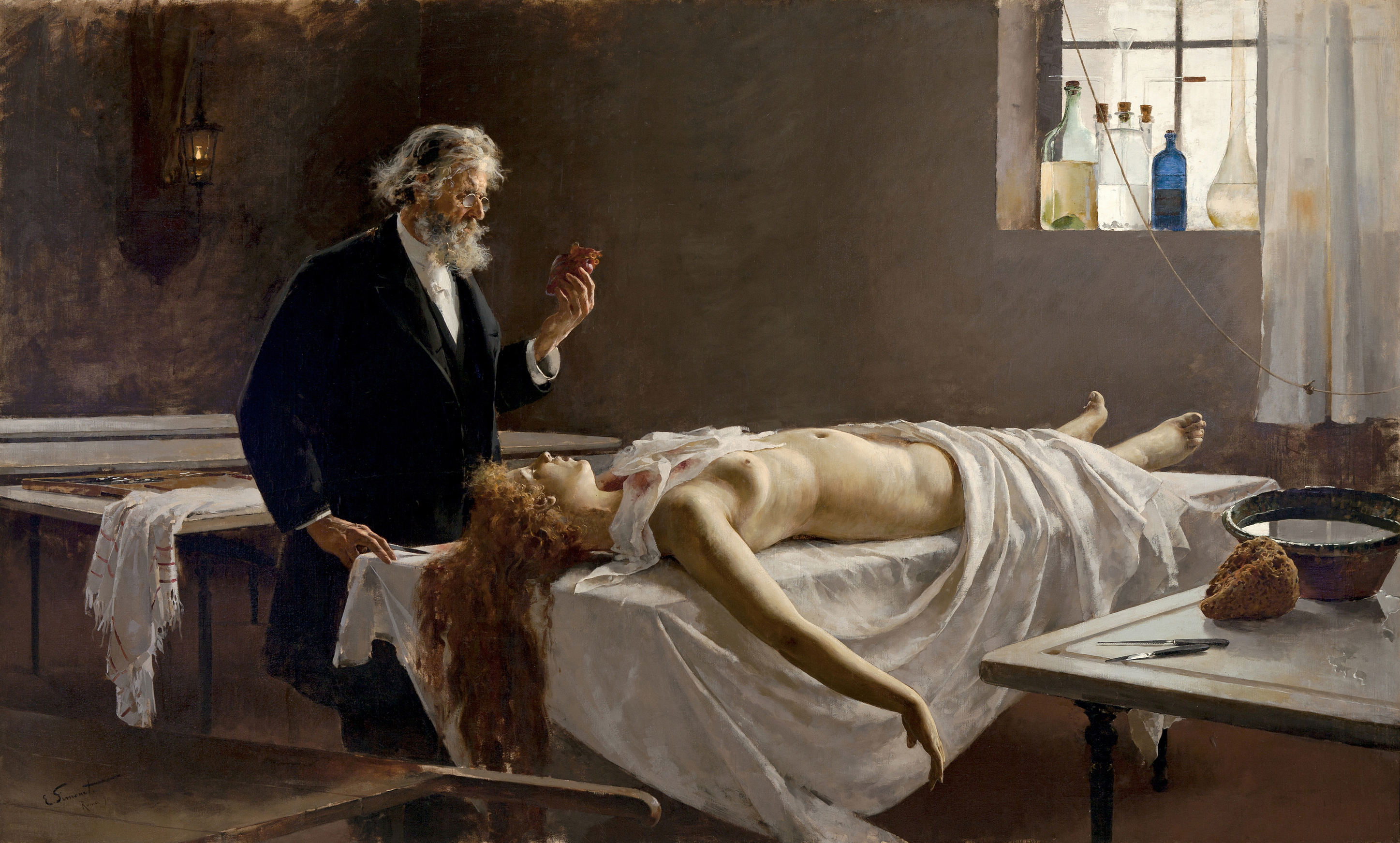
Obduktion (1890) av Enrique Simonet.

Obduktion (latin obductio "höljande", av obduco "överdra", enligt en uppfattning avsågs ursprungligen tillslutandet av liket efter undersökning) är en medicinsk undersökning av en död kropp. En obduktion omfattar dels granskning av hela kroppsytan, dels undersökning av inre organ. 
Antalet kliniska obduktioner, det vill säga de som inte sker av rättsmedicinska skäl, har minskat kraftigt under senare decennier. I början av 1970-talet obducerades varannan avliden person, men numera bara en av tio. I övrigt anges dödsorsak enbart på grundval av kliniska uppgifter, vilket trots sofistikerade diagnosmetoder har visats vara mindre tillförlitligt. Antalet obduktioner minskar även i flera andra länder.
En fråga som har väckts är om undersökning med magnetkamera eller datortomografi kan vara ett alternativ till obduktion inom sjukvården, eller ett komplement till klinisk respektive rättsmedicinsk obduktion. Men de vetenskapliga studier som hittills har gjorts räcker inte för att avgöra vid vilka tillstånd som undersökning av döda kroppar med magnetkamera eller datortomografi ger rättvisande besked. Det visar den granskning av all tillgänglig forskning som har gjorts av Statens beredning för medicinsk utvärdering, SBU.
Obduktion av djur sker dels i fält, dels på laboratorier så som Statens Veterinärmedicinska Anstalt (http://www.sva.se).

## Typer av obduktion
- Klinisk obduktion utförs av patologer,  andra läkare eller veterinär på begäran av den läkare/veterinär som vårdat den avlidne. En djurägare eller uppfödare kan också begära obduktion.
- Rättsmedicinsk obduktion utförs av rättsläkare på begäran av rättsvårdande myndighet (polis, åklagare, domstol). Detta sker både på människor och djur som utsatts för misstänkt brott.
- Likbesiktning avser den yttre undersökning av en död kropp utan att kroppen öppnas.

### Klinisk obduktion
- Utförs endast i fall där döden har orsakats av sjukdom och ingen annan orsak som olyckshändelse eller brott föreligger. Hos djur sker obduktion även när dödsorsaken är okänd, men brott inte misstänks.
- Utfördes på cirka 5,5 procent av alla avlidna i Sverige år 2013.
- Anhöriga har i de flesta fall möjlighet att neka till att klinisk obduktion ska utföras.
- En klinisk obduktion är vanligen fullständig men kan vara partiell.
- Dödsorsaksintyget utfärdas av den läkare som har vårdat den avlidna.
- En obduktion av djur kan begäras av försäkrande försäkringsbolag för att fastställa om rätt till ersättning föreligger.

### Rättsmedicinsk obduktion
- Utförs främst i de fall där döden orsakats av annat än sjukdom, som förgiftning eller inverkan av trauma (så kallad onaturlig död).
- Utfördes på cirka 5,6 procent av alla avlidna i Sverige år 2013.
- Anhöriga saknar möjlighet att förhindra rättsmedicinsk obduktion.
- En rättsmedicinsk obduktion är alltid fullständig.
- Dödsorsaksintyget utfärdas av en rättsläkare.
- Rättsmedicinsk obduktion av djur sker på begäran av Länsstyrelse eller polismyndigheten oavsett om djuret varit viltlevande eller domesticerad. Obducerande veterinär kan även upprätta en polisanmälan när misstanke om brott uppstår under obduktion.